# Fuscopostia
Fuscopostia B.K. Cui, L.L. Shen & Y.C. Dai (rdzawoporek) – rodzaj grzybów z rzędu żagwiowców (Polyporales). W Polsce występuje jeden gatunek przez W. Wojewodę wymieniony w rodzaju Oligoporus.

## Systematyka i nazewnictwo
Pozycja w klasyfikacji według Index Fungorum: Incertae sedis, Polyporales, Incertae sedis, Agaricomycetes, Agaricomycotina, Basidiomycota, Fungi.
Polska nazwa na podstawie rekomendacji Komisji ds. Polskiego Nazewnictwa Grzybów przy Polskim Towarzystwie Mykologicznym.
Gatunki:
- Fuscopostia duplicata (L.L. Shen, B.K. Cui & Y.C. Dai) B.K. Cui, L.L. Shen & Y.C. Dai 2018
- Fuscopostia fragilis (Fr.) B.K. Cui, L.L. Shen & Y.C. Dai 2018 – rdzawoporek kruchy
- Fuscopostia lateritia (Renvall) B.K. Cui, L.L. Shen & Y.C. Dai 2018
- Fuscopostia leucomallella (Murrill) B.K. Cui, L.L. Shen & Y.C. Dai 2018 – tzw. drobnoporek rozwierkowy

Wykaz gatunków i nazwy naukowe na podstawie Index Fungorum. Polska nazwa na podstawie rekomendacji Komisji ds. Polskiego Nazewnictwa Grzybów i W. Wojewody.